# Mistrovství světa v biatlonu 2017 – štafeta žen
Štafeta žen na Mistrovství světa v biatlonu 2017 se konala v pátek 17. února v lyžařském středisku Biathlon Stadium Hochfilzen jako osmý závod šampionátu. Zahájení štafety proběhlo ve 14:45 hodin středoevropského času. Závodu se zúčastnilo celkem 23 štafet, dohromady pak 92 závodnic.
Obhájcem prvenství byla norská sestava, která v závodě musela na trestné kolo a skončila až na 11. místě.
Titul mistryň světa získalo podesáté v historii Německo, jenž ve složení Vanessa Hinzová, Maren Hammerschmidtová, Franziska Hildebrandová a Laura Dahlmeierová navázalo na triumf z finského Kontiolahti v roce 2015, kde tehdy nebyla členkou zlaté štafety jen Hammerschmidtová. Stříbrné medaile si rozdělily Ukrajinky, které v závěrečných metrech zvítězily nad nakonec třetí štafetou Francie.
Česky byly dlouho ve hře o jednu ze sady medailí, v závěrečném okruhu však Gabriela Koukalová neudržela svou druhou pozici po poslední střelbě a skončila čtvrtá.

## Výsledky
| Pořadí | č. | stát                                                                                          | čas       | střelba (L+S) | ztráta  |
| --- | -- | --------------------------------------------------------------------------------------------- | --------- | ------------- | ------- |
| Zlatá medaile | 1  | Německo (r) Vanessa Hinzová Maren Hammerschmidtová Franziska Hildebrandová Laura Dahlmeierová | 1:11:16,6 | 0+2 0+7       | —       |
| Stříbrná medaile | 3  | Ukrajina Iryna Varvynecová Julija Džymová Anastasija Merkušinová Olena Pidhrušná              | 1:11:23,0 | 0+2 0+2       | +6,4    |
| Bronzová medaile | 2  | Francie Anaïs Chevalierová Celia Aymonierová Justine Braisazová Marie Dorinová Habertová      | 1:11:24,7 | 0+3 0+4       | +8,1    |
| 4. | 6  | Česko Jessica Jislová Eva Puskarčíková Veronika Vítková Gabriela Koukalová                    | 1:11:30,6 | 0+3 0+3       | +14,0   |
| 5. | 5  | Itálie Lisa Vittozziová Federica Sanfilippová Alexia Runggaldierová Dorothea Wiererová        | 1:11:53,1 | 0+2 0+4       | +36,5   |
| 6. | 8  | Švédsko Mona Brorssonová Hanna Öbergová Emma Nilssonová Anna Magnussonová                     | 1:12:37,0 | 0+2 0+5       | +1:20,4 |
| 7. | 10 | Polsko Magdalena Gwizdońová Monika Hojniszová Kinga Mitorajová Krystyna Guziková              | 1:12:39,7 | 0+2 0+4       | +1:23,1 |
| 8. | 16 | Slovensko Paulína Fialková Anastasia Kuzminová Ivona Fialková Jana Gereková                   | 1:12:53,5 | 0+4 0+3       | +1:36,9 |
| 9. | 9  | Bělorusko Naděžda Skardinová Iryna Krjuková Naděžda Pisarevová Darja Domračevová              | 1:13:07,3 | 0+2 0+3       | +1:50,7 |
| 10. | 7  | Rusko Olga Podčufarovová Světlana Slepcovová Irina Starychová Taťána Akimovová                | 1:13:32,1 | 1+4 0+4       | +2:15,5 |
| 11. | 4  | Norsko Kaia Wøien Nicolaisenová Hilde Fenneová Tiril Eckhoffová Marte Olsbuová                | 1:13:32,7 | 0+2 1+7       | +2:16,1 |
| 12. | 15 | Kazachstán Galina Višněvská Darja Usanovová Olga Poltoraninová Alina Rajkovová                | 1:13:51,7 | 0+2 0+7       | +2:35,1 |
| 13. | 12 | Švýcarsko Aita Gasparinová Selina Gasparinová Lena Häckiová Elisa Gasparinová                 | 1:14:40,2 | 0+2 0+6       | +3:23,6 |
| 14. | 22 | USA Clare Eganová Susan Dunkleeová Joanne Reidová Madeleine Phaneufová                        | 1:14:53,6 | 0+3 0+10      | +3:37,0 |
| 15. | 14 | Finsko Laura Toivanenová Mari Laukkanenová Sanna Markkanenová Kaisa Mäkäräinenová             | 1:16:47,5 | 1+6 2+4       | +5:30,9 |
| 16. | 13 | Kanada Rosanna Crawfordová Julia Ransomová Megan Tandyová Emma Lunderová                      | 1:17:16,0 | 0+6 2+7       | +5:59,4 |
| 17. | 23 | Slovinsko Teja Gregorinová Anja Erženová Urška Pojeová Polona Klemenčičová                    | 1:17:25,7 | 0+4 0+8       | +6:09,1 |
| 18. | 19 | Jižní Korea Jekatěrina Avvakumovová Anna Frolinová Ko Eun-jung Mun Ji-hee                     | 1:17:52,3 | 0+7 0+6       | +6:35,7 |
| 19. | 21 | Estonsko Kadri Lehtlová Meril Beilmannová Johanna Talihärmová Kristel Viigipuová              | LAP       | LAP           | LAP     |
| 20. | 17 | Japonsko Fujuko Tačizakiová Sari Furujaová Kirari Tanaková Rina Micuhašiová                   | LAP       | LAP           | LAP     |
| 21. | 20 | Litva Natalija Kočerginová Diana Rasimovičiūtė Natalija Paulauskaitė Gabrielė Leščinskaitė    | LAP       | LAP           | LAP     |
| 22. | 18 | Bulharsko Emilia Jordanovová Desislava Stojanovová Stefani Popovová Daniela Kaděvová          | LAP       | LAP           | LAP     |
| — | 11 | Rakousko Dunja Zdoucová Julia Schwaigerová Christina Riederová Lisa Hauserová                 | DSQ       | DSQ           | DSQ     |
| zdroj: Mezinárodní biatlonová unie LAP – tým byl předběhnut o kolo, DSQ – tým byl diskvalifikován, r – vedoucí tým disciplíny ve světovém poháru |    |                                                                                               |           |               |         |